# Баладу
Баладу (фр. Baladou) насеље је и општина у јужној Француској у региону Миди Пирене, у департману Лот која припада префектури Гурдон.
По подацима из 2011. године у општини је живело 409 становника, а густина насељености је износила 25,98 становника/km². Општина се простире на површини од 15,74 km². Налази се на средњој надморској висини од 283 метара (максималној 301 m, а минималној 160 m).

## Демографија
| 1962. | 1968. | 1975. | 1982. | 1990. | 1999. | 2011. |
| ----- | ----- | ----- | ----- | ----- | ----- | ----- |
| 262   | 286   | 271   | 256   | 295   | 323   | 409   |

График промене броја становника у току последњих година